# Albatros D.VI
 (février 2025).
Si vous disposez d'ouvrages ou d'articles de référence ou si vous connaissez des sites web de qualité traitant du thème abordé ici, merci de compléter l'article en donnant les références utiles à sa vérifiabilité et en les liant à la section « Notes et références ».
L'Albatros D.VI est un chasseur expérimental allemand de la Première Guerre mondiale. 
Curieusement rétrograde, ce chasseur biplan monoplace reprenait la formule bipoutre encadrant une hélice propulsive. Construit en 1917, le prototype prit l’air en février 1918, mais son train d’atterrissage fut endommagé à l’issue du premier vol. Il n’avait pas été réparé au mois de mai lorsque le programme fut abandonné et le moteur récupéré pour une autre utilisation. Il est donc peu probable que ce prototype ait reçu l’armement prévu, consistant en un canon Becker de 20 mm et une mitrailleuse LMG 08/15 de 7,92 mm fixes tirant tous deux vers l’avant. C’est probablement la présence de ce canon qui avait dicté la configuration de l’avion.

## Référence
- (en) William Green et Gordon Swanborough, The Complete book of fighters : an illustrated encyclopedia of every fighter aircraft built and flown, New York, Smithmark, 1994, 608 p. (ISBN 978-0-831-73939-3, OCLC 31750559)